# 西予警察署
西予警察署（せいよけいさつしょ）は、愛媛県警察が管轄する警察署の一つである。

## 所在地
- 愛媛県西予市宇和町卯之町四丁目659番地

## 管轄区域
- 西予市

## 沿革
- 2005年（平成17年）4月1日：「野村警察署」を統合及び八幡浜警察署管内だった旧三瓶町域を管轄区域に編入するとともに、名称を「愛媛県宇和警察署」から愛媛県西予警察署に変更した。

## 内部組織
- 警務課 - 警務係、警察相談係、留置係
- 会計課 - 会計係
- 生活安全課 - 生活安全係、申請許可係、警察相談係
- 地域警備課 - 地域係、通信指令係、地域指導係、自動車警ら係、警備係
- 刑事課 - 指導係、捜査係、鑑識係
- 交通課 - 指導係、交通係、交通機動係

## 交番
（ ）の中は所在地
- 野村交番（西予市野村町野村12号617番地1） - 警部交番で所長は警部

## 駐在所
（ ）の中は所在地
- 上松葉駐在所（西予市宇和町上松葉198番地3）
- 皆田駐在所（西予市宇和町皆田557番地）
- 俵津駐在所（西予市明浜町俵津2番耕地907番地1）
- 高山駐在所（西予市明浜町高山甲3420番地）
- 三瓶駐在所（西予市三瓶町安土530番地6）
- 三島駐在所（西予市三瓶町蔵貫浦140番地7）
- 渓筋駐在所（西予市野村町鳥鹿野740番地）
- 坂石駐在所（西予市野村町予子林816番地2）
- 惣川駐在所（西予市野村町惣川251番地）
- 城川東駐在所（西予市城川町高野子61番地3）
- 城川西駐在所（西予市城川町下相1050番地）

## 検問所
（ ）の中は所在地
- 江良検問所（西予市宇和町伊賀上）